# Walter Schwanzer
Walter Schwanzer (* 21. Oktober 1957 in Oberrohrendorf) ist ein österreichischer Musikverleger, Kapellmeister, Komponist, Arrangeur, Texter und Aufnahmeleiter. Als Sammler alter Notenausgaben und zahlreicher Schellackplatten arbeitet er mit zahlreichen Forschern im In- und Ausland zusammen.
Seine Komposition "Heimwehmelodie" erhielt 2000 in der Einspielung von Stefan Mross 10fach Platin für fünf Millionen verkaufte Tonträger.

## Leben und musikalischer Werdegang
1967 erhielt er seinen ersten Musikunterricht, ab 1976 war er Schlagwerker bei verschiedenen Tanzbands. 1977 bis 1981 studierte er an der Hochschule für Musik in Wien (Abschluss Lehrbefähigung), 1981 bis 1987 unterrichtete er an der Musikschule Krems. 1980 wurde zum ersten Mal eine seiner Kompositionen auf Schallplatte veröffentlicht, seither sind mehr als 700 seiner Titel auf Tonträger erschienen. Als Arrangeur und Lektor sammelte er Erfahrungen beim Edith Hochmuth Verlag und bei Wolfgang Lindner Musikverlage. Seit 1986 ist Walter Schwanzer als Komponist, Arrangeur und Produzent tätig. Seit 1991 führt er seinen eigenen Musikverlag, spezialisiert auf instrumentale Orchestermusik. 1994 erfolgte die Gründung der Edition Crepaz mit Arrangements des Zentralorchesters Prag. 1998 gründete er sein eigenes Blasorchester „k. u. k. Regimentskapelle Nr. 84“. 2020 war der Start des YouTube-Kanals "Kinderlieder Palette".
Als Arrangeur arbeitet er mit zahlreichen Fernsehsendern wie ORF, Sat 1 und RTL bei folgenden Sendungen zusammen:
- Musikantenstadl
- Wie die Alten sungen
- Löwingerbühne
- Krone der Volksmusik
- Stadlshow
- Alpen-Radtour
- Zauberhafte Weihnacht
- Goldene Hitparade der Volksmusik
- Heimatmelodie[2]

## Anerkennungen
- Im Zuge einer Feier im Niederösterreichischen Landhaus in St. Pölten erfolgte 2022 die Überreichung des Berufstitels "Professor" durch Landeshauptfrau Johanna Mikl-Leitner.
- 2023 wurde Walter Schwanzer der Ehrenring der Heimatgemeinde Rohrendorf verliehen.[2]
- 2024 wurde er von der Generalversammlung der Original Hoch- und Deutschmeister aufgrund seiner Verdienste um die österreichische Blasmusik zum Ehrenmitglied der Deutschmeisterkapelle ernannt.[4]

## Weitere Aktivitäten

### Umfangreiches Noten- und Schellackarchiv
Seit 2000 baut Schwanzer ein Notenarchiv mit Werken der „Unterhaltungsmusik von 1870-1970“ auf. Darin befinden sich über 30.000 Klavierausgaben und über 16.000 Orchesterausgaben von der Schrammel-Besetzung bis zum Streichorchester, Zithernoten und 2500 Volksausgaben. Ein Schwerpunkt sind Kompositionen aus Krems, der Wachau und dem Waldviertel (Ludwig Muther, Rudolf Süss, Karl und Franz Geyer,…) sowie Militärmusik der k. u. k. Zeit. Ungefähr 3000 Märsche in Klavier-, Streichorchester-, Militärmusikausgaben und Partituren befinden sich im Archiv. Hieraus entstand die CD-Serie "Schellack Marschperlen", welche historische Aufnahmen von Marschmusik enthält.
Schwanzer arbeitet zusammen mit Friedrich Anzenberger (Militärmusikforschung), Wolfgang Dosch (Leiter des Universitätslehrgangs Klassische Operette), Norbert Rubey (Wiener Institut für Strauss-Forschung), Lana Sehovic-Pacuka (University of Sarajevo), Marijana Kokanović Marković (Academy of Arts Novi Sad), Susana Zapke (Buchprojekt „Die Musik des Wiener Praters“), Wolfgang Stanicek (Musikwissenschaftler) und Werner Probst (Arbeitskreis Militärmusik in der Deutschen Gesellschaft für Heereskunde).

### Werksverzeichnisse
- 2021: Werkverzeichnis des Komponisten und Salonkapellmeisters Carl Wilhelm Drescher mit einer Diskographie von Schellackaufnahmen der Kapelle Drescher von 1900–1911
- 2021: "Mit dem Bienenhaus Marsch um die Welt" – Werkverzeichnis des böhmischen Marschkönigs Hermann Josef Schneider (1862–1921)[2]
- Im Entstehen: Werkverzeichnis "Hermann Dostal", Operettenkomponist & Militärkapellmeister
- Im Entstehen: Werkverzeichnis "Ludwig Muther", Wachaulieder-Komponist
- Im Entstehen: Sans von über 1500 Titelseiten von Klavierausgaben für die Homepage "Musik-Austria"[5]

### Vortragsserien
- 2019: Vortragsserie "Militärkapellmeister von der Donaumonarchie in die 1930er Jahre."
- 2022: Mitwirkung an der Ausstellung "Traismaurer Schätze" im Schloß Traismauer
- 2022: Vortragsserie "Carl Michael Ziehrer in historischen Aufnahmen"[2]

## Interpreten seiner Kompositionen
- Karl Moik
- Hias
- Stefan Mross
- Kastelruther Spatzen
- Die jungen Klostertaler
- Wolfgang Lindner und seine Stadlmusikanten (Wolfgang Lindner Band)
- Herlinde
- Medium Terzett
- Tiroler Spatzen
- Freiberger
- Tschechisches Zentralorchester Prag
- Militärmusik Niederösterreich[2]

## Kompositionen (Auswahl)
- 1986: Mit dem Titel "Beschwingt geht’s los": 3. Platz beim Grand Prix der Volksmusik
- 1989: Heimwehmelodie von Walter Schwanzer / Wolfgang Lindner
  - 1. Platz beim Grand Prix der Volksmusik mit dem Interpreten Stefan Mross
  - 2000 10fach Platin für fünf Millionen verkaufter Tonträger der "Heimwehmelodie", dargeboten von Stefan Mross.[6]
- 2004: "Kaiser-Karl-Gedenkmarsch", komponiert anlässlich der Seligsprechung des letzten Habsburger Monarchen, Karl I. von Österreich (1887–1922)
- 2005: "Stolz auf Niederösterreich-Marsch", Auftragskomposition des Militärkommandos NÖ, gewidmet dem Landeshauptmann Dr. Erwin Pröll
- 2008: "Bischof Küng-Marsch"
- 2008: "General Entacher-Marsch"
- 2008: Generalleutnant Höfler-Marsch"
- 2009: "Für Frieden und Freiheit", Marsch für den NÖ-Kameradschaftsbund
- 2011: "Brigadier Striedinger Marsch", gewidmet vom Militärkommando NÖ.
- 2011: "Schloß Grafenegg Marsch", gewidmet Herrn Tassilo Metternich-Sándor vom Musikverein Engabrunn.
- 2014: "UEWHG MARSCH" im Auftrag der "Union der Europäischen Wehrhistorischen Gruppen"
- 2018: "Fanfare der Stadt Wiener Neustadt", der Stadt Wr. Neustadt gewidmet vom Militärkommando NÖ.
- 2018: "Flieger Fanfare" gewidmet Herrn Brigadier Mag. Günter Schiefert
- 2019: Auftragskomposition "Albert Holub Marsch" aus Anlass des 80-igsten Geburtstages des Jubilars
- 2019: "Das letzte Achterl" ausgewählter Titel beim Wettbewerb "Weinlied für NÖ"
- 2023: "Arthur Reis"- Marsch und "Franz Prucher"-Marsch für die Polizeimusik NÖ
- 2024: Liederbuch mit 34 Kinderliedern[2]

## Bücher
- 2004: "k. u. k. Märsche von Achleitner bis Ziehrer" mit den Autoren Elisabeth Anzenberger-Ramminger und Friedrich Anzenberger
- 2012: "Blasmusikkomponisten aus Niederösterreich" mit Friedrich Anzenberger
- 2017: "Es blieb nur der Wagramer Grenadier-Marsch" mit Friedrich Anzenberger
- 2017: "Es blieb nur der Kaiserjäger-Marsch" mit Friedrich Anzenberger[7]
- 2025: "Frieda das Zauberstaberl: & Fridolin der Zauberhut"

## Bühnenwerke
- 2003: Beisl-Musical "Im klanen Beisl wisawi" mit dem Autor Josef Köber
- 2004: Kindermusical "Die verrückten Ferien" mit Dr. Günther Leopold
- 2007: Musikalisches Lustspiel "Jugendsünden" mit dem Autor Josef Köber, Uraufführung mit der Theatergruppe Augustin
- 2015: "Im klanen Beisl wisawi", 1. Wiener Beislmusical. Eine Produktion der GdG-KMSfB NÖ. Theater-Kabarett mit Musik on Tour in NÖ.[2]